# Flachland-Taschenratte
Die Flachland-Taschenratte oder Louisiana-Taschenratte (Geomys bursarius) ist in den Präriegegenden Nordamerikas heimisch und eine von 40 Arten in der Familie der Taschenratten (Geomyidae). Die Taschenratten gehören zur Ordnung der Nagetiere und wurden nach ihren außen liegenden, fellbedeckten Taschenbacken benannt.

## Beschreibung
Die Flachland-Taschenratte hat ein kurzes hellbraunes bis schwarzes Fell, am Bauch ist das Fell normalerweise heller. Weiße Haare bedecken die Füße, der Schwanz ist nahezu nackt. Als Anpassung an die grabende Lebensweise sind die Augen klein, die Ohrmuscheln kurz und nackt und an den Vorderfüßen befinden sich große Grabklauen. Der Jochbogen ist aufgeweitet um ausreichend Platz für den Musculus-Masseter-Ansatz zu geben, da die Vorderzähne auch zum Graben verwendet werden. Die Lippen schließen hinter diesen Zähnen, so dringt beim Graben kein Sand und Schmutz ein. Die außen liegenden Backentaschen dienen dem Nahrungstransport und können zu Reinigungszwecken umgestülpt werden.
Im Durchschnitt hat die Flachland-Taschenratte eine Gesamtlänge von 236 mm, davon hat der Schwanz einen Anteil von 65 mm. Die männliche Flachland-Taschenratte wiegt 180 bis 200 g, das Weibchen 120 bis 160 g.

## Verbreitung

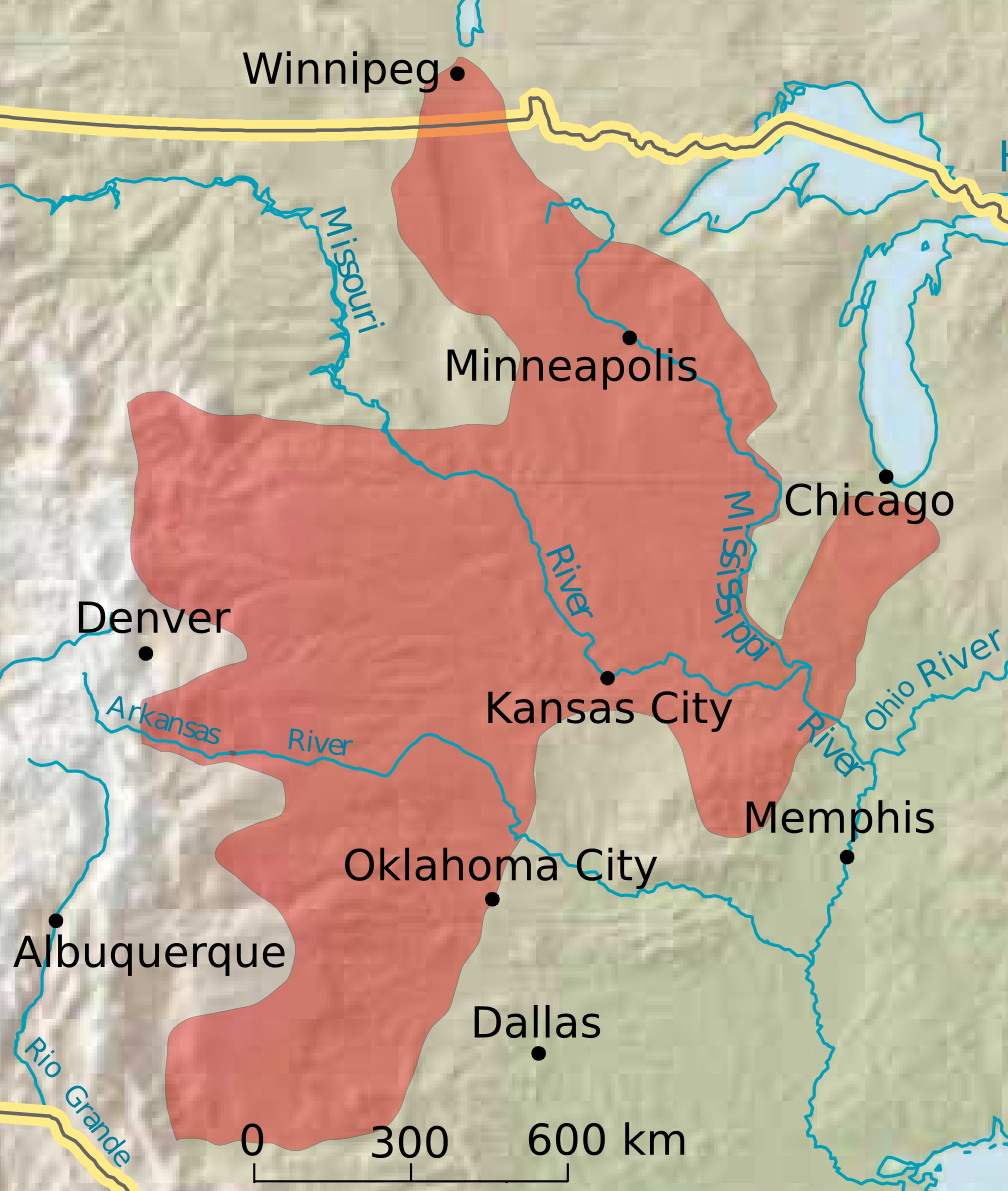
Verbreitungsgebiet der Flachland-Taschenratte

Flachland-Taschenratten sind in den Great Plains heimisch, das Gebiet erstreckt sich zwischen dem südlichen Manitoba, dem östlichen North Dakota, New Mexico und Texas sowie dem westlichen Indiana.

## Lebensweise
Die Flachland-Taschenratte bevorzugt tiefen, sandigen und brüchigen Boden in Freiflächen und mäßig bewaldetem Gebiet. Dies entspricht der grabenden und wurzelfressenden Lebensweise. Die ausgedehnten Tunnelsysteme sind bis zu 100 und 150 Meter lang, der Haupttunnel hat eine Tiefe von 15 bis 23 cm mit Nebentunneln von 20 bis 45 cm Länge, die zu Futterkammern, Kloaken, dem zentralen Nest oder zur Oberfläche führen. Ein Großteil der Grabetätigkeit dient der Futtersuche. Der Tunnelbau findet hauptsächlich im Frühjahr und Herbst statt. Die Tiere sind ganztägig aktiv, mit Aktivitätsspitzen während der Abenddämmerung und Nachts. Die Nagetiere sind Einzelgänger und verteidigen ihr Revier aggressiv gegen andere Flachland-Taschenratten. Außer zur Paarungszeit im Frühjahr verlassen die Tiere selten ihren Bau.
Die Flachland-Taschenratte wird mit 12 Monaten geschlechtsreif. Der Wurf hat eine Größe von ein bis sechs Jungtieren, die nach vier Wochen Trächtigkeit normalerweise zwischen März und Mai geboren werden. Die Jungtiere werden von der Mutter aufgezogen und verlassen den Bau nach zwei Monaten Entwöhnungszeit.
Den Wasserbedarf deckt die Flachland-Taschenratte größtenteils über die Nahrung.

## Unterarten
Die phylogenetischen Verwandtschaftsverhältnisse innerhalb der Gattung Geomys sind komplex und nicht vollständig gesichert, so wurde beispielsweise Geomys knoxjonesi ursprünglich als Unterart der Flachland-Taschenratte angesehen. Mit Stand 2016 sind von der Flachland-Taschenratte acht Unterarten beschrieben, diese sind:
- Geomys bursarius bursarius Shaw, 1800
- Geomys bursarius illinoensis Komarek & Spencer, 1931
- Geomys bursarius industrius Villa & Hall, 1947
- Geomys bursarius major Davis, 1940
- Geomys bursarius majusculus Swenk, 1939
- Geomys bursarius missouriensis McLaughlin, 1958
- Geomys bursarius ozarkensis Elrod, Zimmerman, Sudman & Heidt, 2000
- Geomys bursarius wisconsinensis Jackson, 1957

## Gefährdung
Die IUCN stuft die Flachland-Taschenratte als nicht gefährdet ein. Durch die weite Verbreitung und die Anpassungsfähigkeit an Lebensräume, das Fehlen großer Bedrohungen und eine augenscheinlich stabile Population ist die Flachland-Taschenratte nicht gefährdet.